# Al Murray
Alastair James Hay Murray, dit Al Murray, né le 10 mai 1968, est un comédien anglais et une personnalité de la télévision britannique, connu pour ses participations à des stand-ups et son humour. Son personnage le plus connu est celui d'un patron de pub dans The Pub Landlord,.

## Biographie
Al Murray a fait ses études au collège St Edmund Hall d'Oxford, avant d'effectuer ses débuts à la télévision en 1994.
Il doit sa célébrité au personnage "mock" xénophobe de pub landlord (patron de pub), qu'il interprète successivement à la radio et à la télévision dans l'émission du même nom. Son rôle dans le Al Murray's Happy Hour lui vaut en 2007 un British Comedy Award. De 2008 à 2009, il présente  l'émission Live at the Apollo sur BBC One. À l'occasion de sa participation à l'émission télévisée Secrets of the Asylum en août 2014, le public découvre qu'il est un descendant de William Thackeray,.
Il se présenta aux élections générales britanniques dans la circonscription de Thanet South en 2015 contre Nigel Farage, le chef du parti pour l'indépendance du Royaume-Uni (UKIP) ; le candidat conservateur, Craig Mackinley, a été élu.